# Valignat
Valignat település Franciaországban, Allier megyében. Lakosainak száma 65 fő (2022. január 1.). Valignat Bellenaves, Naves, Sussat, Veauce és Vicq községekkel határos.

## Népesség
A település népessége az elmúlt években az alábbi módon változott:
| Lakosok száma | 87   | 47   | 42   | 69   | 83   | 79   | 77   | 76   | 72   | 65   |
|               | 1968 | 1982 | 1990 | 2006 | 2013 | 2015 | 2017 | 2019 | 2020 | 2022 |